# Skögul
Skögul ou Geirskögul é uma valquíria em Mitologia nórdica. Ela é atestada em Völuspá e ocorre como um pequeno personagem em Hákonarmál. O nome dela é comumente encontrada em kennings. Afora isso, o personagem é desconhecida, mas ela falar sobre uma século XIII rúnico inscrição a partir de Bergen indica que ela pode ter sido uma vez um grande personagem em Mitologia nórdica.

## Völuspá
Em Völuspá, ambos os nomes Skögul e Geirskögul (Spear-Skögul correm em uma lista de nomes valquíria, aparentemente por seres distintos.
| Sá hon valkyrjur vítt um komnar görvar at ríða til Goðþjóðar. Skuld helt skildi, en Skögul önnur, Gunnr, Hildr, Göndul ok Geirskögul. Nú eru talðar nönnur Herjans, görvar at ríða grund, valkyrjur. | She saw valkyries come from far and wide, ready to ride to the ranks of the gods; Skuld held a shield, and Skögul was another, Gunnr, Hildr, Göndul, and Geirskögul. Now Herjann’s (i.e. Odin's) maidens have been counted, valkyries ready to ride over the land. |

## Hákonarmál
Em Hákonarmál, Odin envia diante Göndul e Skögul de escolher qual deve ser tomado ao rei da Odin prefeituras. Neste poema os nomes e Skögul Geir-Skögul referem-se a ser o mesmo.
| 1. Göndul ok Skögul sendi Gauta-týr at kjósa of konunga, hverr Yngva ættar skyldi með Óðni fara ok í Valhöll vesa. … 10. Göndul þat mælti, studdisk geirskapti: vex nú gengi goða, es Hákoni hafa með her mikinn heim bönd of boðit. 11. Vísi þat heyrði, hvat valkyrjur mæltu mærar af mars baki, hyggiliga létu ok hjalmaðar sátu ok höfðusk hlífar fyrir. 12. Hví þú svá gunni skiptir, Geir-Skögul, órum þó verðir gagns frá goðum? Vér því völdum. es velli helt en þínir fíandr flugu. 13. Ríða vit skulum, kvað en ríkja Skögul, grœnna heima goða, Óðni at segja, at nú mun allvaldr koma á hann sjalfan at séa. | 1. Göndul and Skögul were sent by Gauta-Týr (i.e. Odin) to chose among kings who of the House of Yngling, should go to Odin and dwell in Valhalla. … 10. Göndul spoke this supported by the shaft of a spear: "Now the power of the gods grows since the bonds (i.e. gods) have invited Hákon to their home with a great army." 11. The king heard what the noble valkyries spoke from horseback. They seemed wise and sat with helmets and had shields before them. 12. "Why did you, Spear-Skögul, decide the battle like that? Weren't we worthy of victory from the gods?" "We have caused that you held the field and your enemies ran." 13. "We shall ride," said the powerful Skögul, "to the green lands of the gods, to tell Odin that now a king will come to look at him." |

## Kennings
O nome Skögul é comum como uma valquíria em nome kennings. Os exemplos seguintes.
borð Sköglar "conselho de Skögul" (proteção)
dynr Sköglar "din de Skögul" (batalha, por exemplo, emGlymdrápa)
ELDR Sköglar "fogo de Skögul" (espada)
gagl Sköglar "Gosling de Skögul" (corvo)
Kapa Sköglar "capa de Skögul" (byrnie)
veðr Sköglar "Skögul do vento" (batalha, por exemplo, emHákonarmál)
Geirskögul o nome não aparece na kennings, talvez porque nomes trissilábicos são um pouco difíceis de lidar, no dróttkvætt contador.